# Boards of Canada
Boards of Canada är en duo från Skottland bestående av bröderna Michael Sandison och Marcus Eoin som komponerar elektronisk musik med atmosfäriska ljudmattor. Deras musik är främst fokuserad på sinnestillstånd och miljöer istället för den så sedvanliga konstruktionen av melodier, verser och refränger etc.
Boards of Canada tillhör för närvarande skivbolaget Warp Records, där också bland annat Aphex Twin och Squarepusher ligger.

## Diskografi (urval)

### Studioalbum
- 1996 – BOC Maxima (Music70)
- 1998 – Music Has the Right to Children (Warp/Skam) #193 UK
- 2002 – Geogaddi (Warp/Music70) #21 UK
- 2005 – The Campfire Headphase (Warp) #41 UK
- 2013 – Tomorrow's Harvest (Warp) #7 UK, #13 US

### EP
- 1995 – Twoism (Music70)
- 1996 – Hi Scores (Skam)
- 1998 – Aquarius (Skam)
- 1999 – Peel Session TX 21/07/1998 (Warp)
- 2000 – In a Beautiful Place Out in the Country (Warp/Music70)
- 2006 – Trans Canada Highway (Warp)